# Abbaye de Léoncel
L'abbaye Sainte-Marie de Léoncel est une ancienne abbaye cistercienne française fondée en 1137 à Léoncel, commune française, située dans le département de la Drôme et la région Rhône-Alpes.
L'église abbatiale a été classée monument historique en 1840.

## Présentation
Des moines de l'abbaye de Bonnevaux, alors dirigée par l'abbé Jean, sont à l'origine de sa fondation en 1137, à 900 m  d'altitude dans un val du Vercors. Les cols donnant accès à la plaine de Valence, la proximité du col de la Bataille et du partage des eaux entre Isère et Drôme soulignent la qualité de la situation.
Commencée au milieu du XIIe siècle, consacrée en 1188, l'église fait en réalité l'objet de plusieurs campagnes enchaînées jusque vers 1230.
Elle propose une transition entre l'art roman dépouillé et robuste du chœur et les élans pré-gothiques de la nef.
Les éléments du chœur, abside et absidioles voûtées en cul-de-four, transept aux voûtes en plein cintre sans arc ni moulure, croisée portant coupole sur trompes, traduisent l'influence de l'art roman provençal. Les collatéraux, en berceau rampant, manifestent aussi une grande sobriété. Par contre les cinq travées du vaisseau central, voûtées en croisées d'ogives, affichent un art plus savant, en partie sous influence bourguignonne et auvergnate.
De fortes piles supportent les arcatures brisées des élévations latérales et, indirectement, les retombées des voûtes en porte-à-faux sur des colonnes engagées et ornées de chapiteaux.
À l'extérieur, on remarque surtout l'harmonie du chevet autour de l'abside pentagonale et le clocher de type alpin à deux étages, fort bien équilibré.
En 1389-1390, Raymond de Turenne ravage l'abbaye ; l'église reste seule debout. Le cloître, sauf la galerie orientale, et l'aile des convers ne sont pas relevés.
En 1681, l'abbaye est soumise au régime de la commende.
L'absentéisme des abbés, le refus de l'effort de réforme consenti ailleurs, la faiblesse du recrutement et plusieurs conflits de voisinage expliquent ou illustrent le déclin aux XVIIe et XVIIIe siècles. Mais les moines ne cessent de porter attention à leur monastère, surtout lorsque le partage des menses restreint leur accès à la plaine. Ils modifient la façade occidentale de l'église, le service paroissial suscitant l'ouverture du portail central et la fermeture des portes latérales. Ils refont la coupole en élargissant l'oculus, remontent le clocher, reprennent le chevet, renforcent le mur gouttereau nord avec des contreforts. L'aile des moines est remaniée et on achève vers 1730 un bâtiment d'habitation, parallèle à l'église.
En 1777, après enquête, la commission des réguliers décide la suppression de la communauté monastique de Léoncel dont les trois derniers religieux mènent une vie qui n'a plus rien de religieuse, mais l'abbaye est maintenue.
En 1789, il n'y a plus que quatre moines, la Révolution met un terme à la présence cistercienne, et l'abbatiale devient église paroissiale en 1790.
Le moine cistercien Dom Gauthey, connu pour ses travaux sur la communication à distance par tube, qui intéressent Condorcet et l'Académie des Sciences en 1782, fait partie, en 1788-1789, de la communauté de l'abbaye de Léoncel, mais on ne sait pas s'il y résidait.
En 1974, sœur Marie-Françoise Giraud O.P., avec l'accord de Jean de Cambourg, évêque de Valence, s'installe dans l'abbaye.
En 2000, l'artiste Bernard Foucher réalise plusieurs pièces de mobilier liturgique pour l'abbaye, dont une sculpture en bois et une sculpture en bronze du Christ, les vases sacrés, l'autel, l'ambon et le pupitre de crédence.
Depuis 2018, une ermite s'est installée à Léoncel.

## Architecture et description

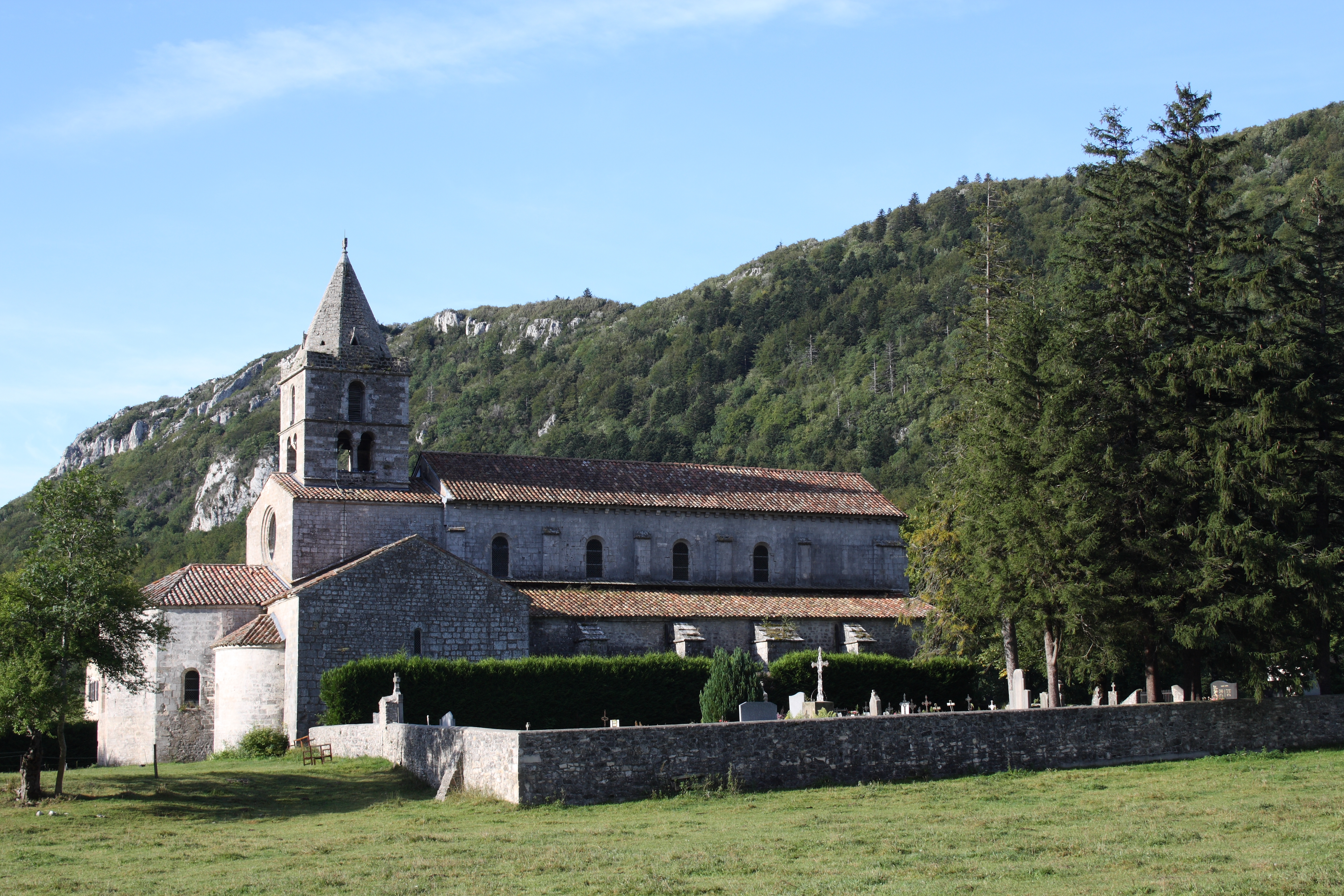
Vue de l'église.
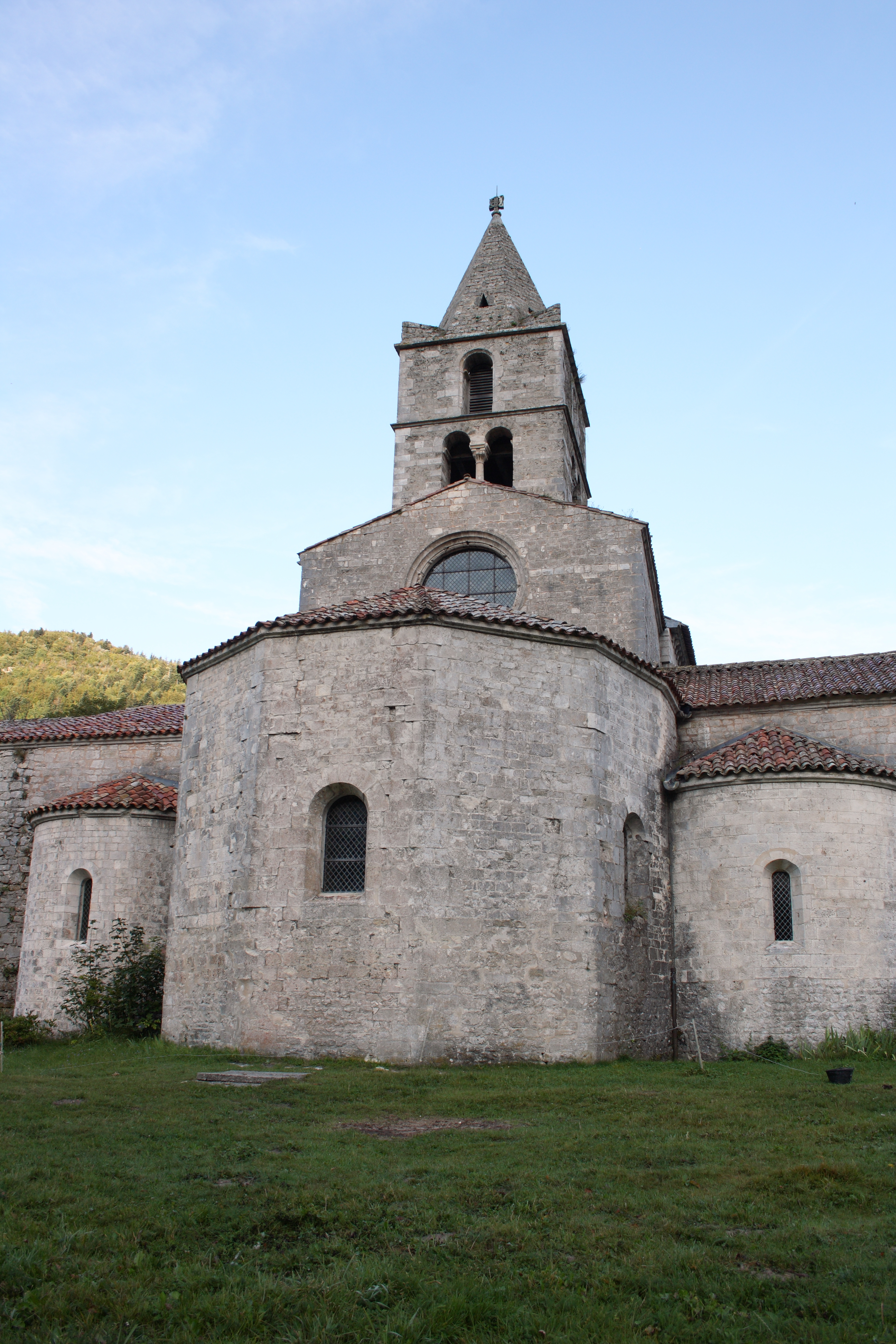
Chevet de l'église.
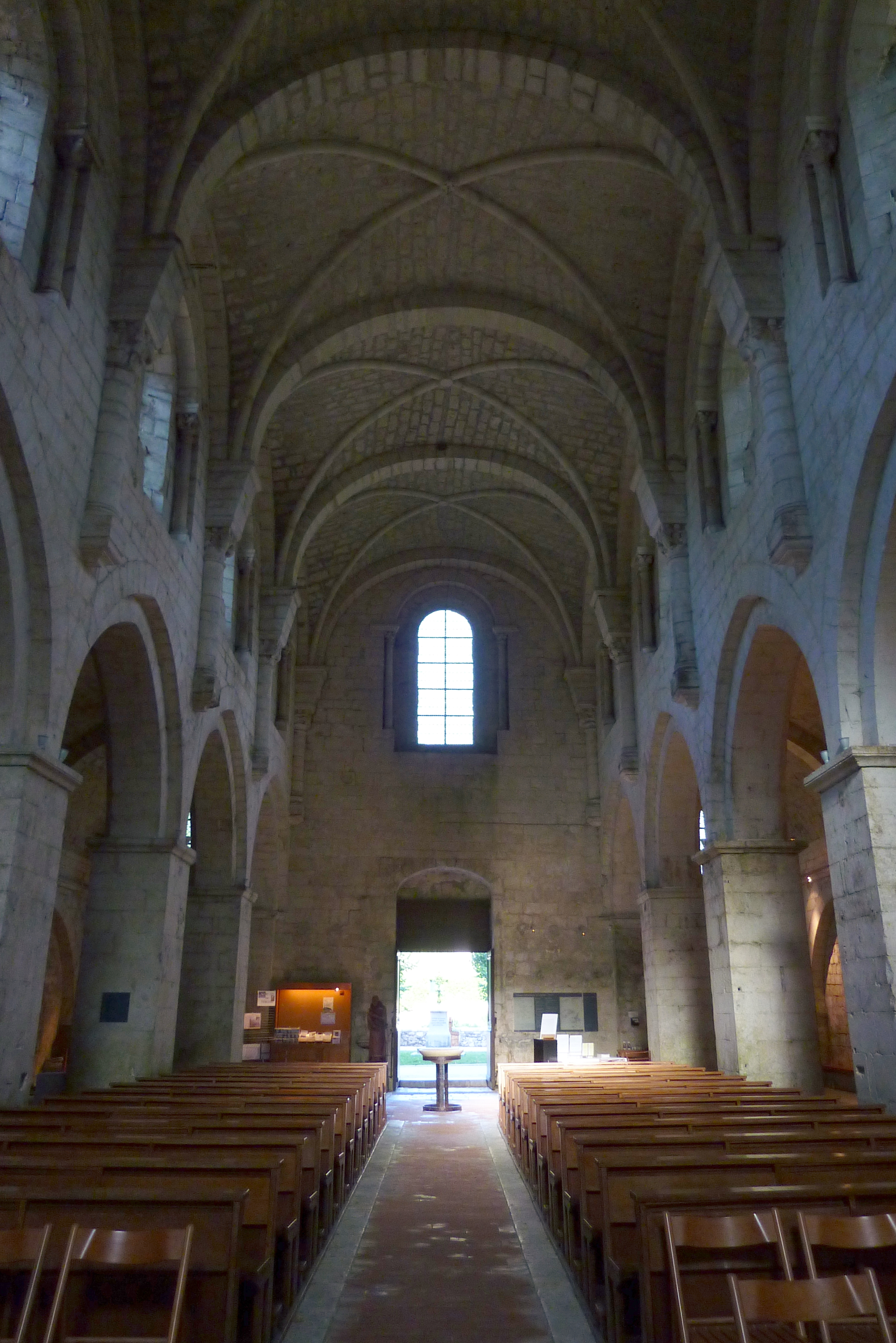
Nef de l'église.
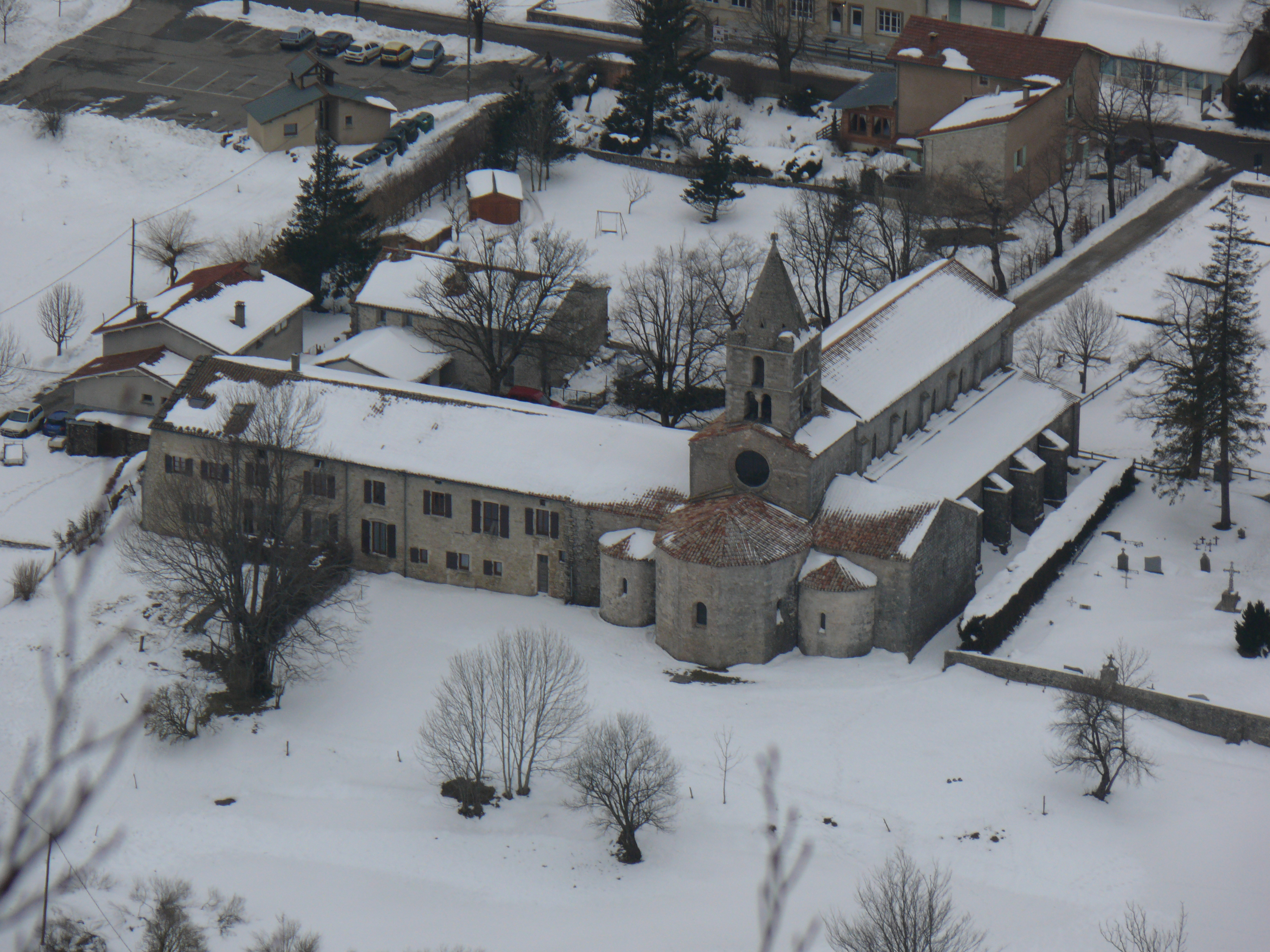
Sous la neige.
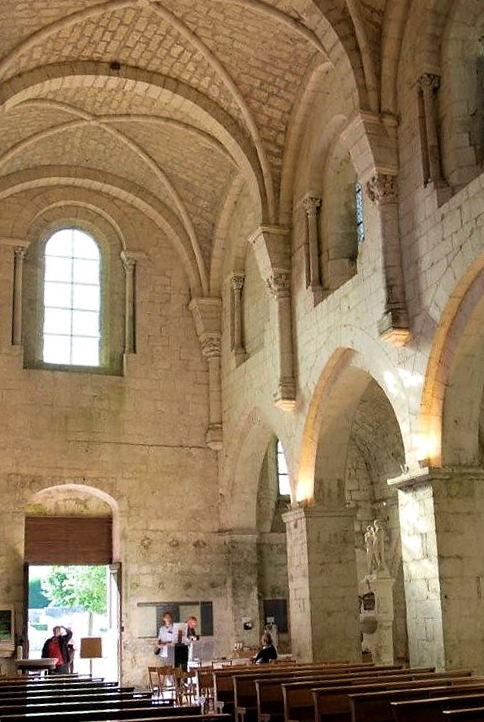
Nef de l'église en gothique primitif.
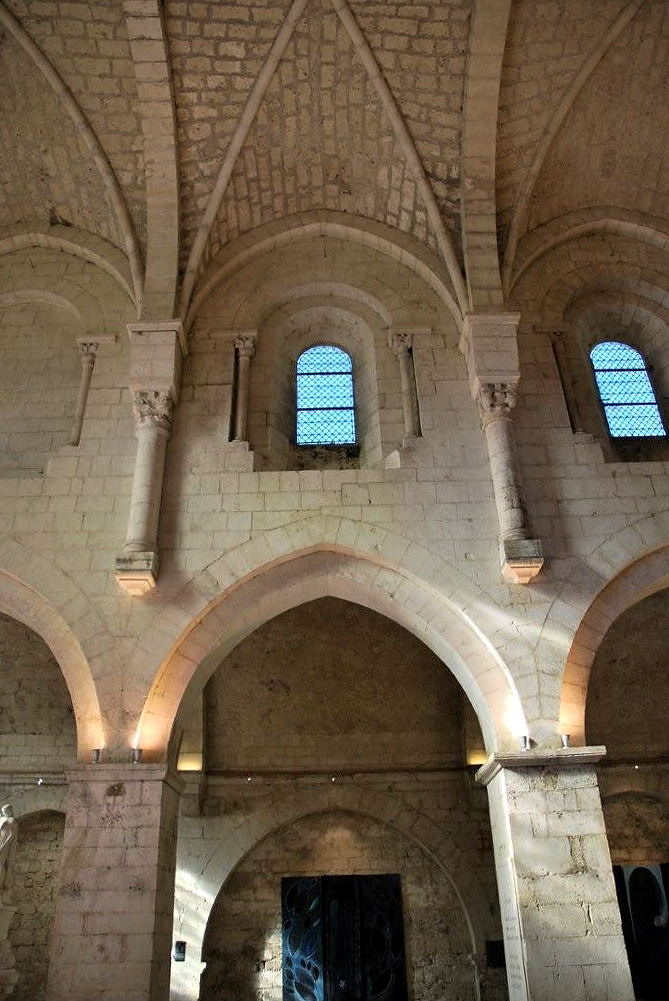
Détail d'une travée.
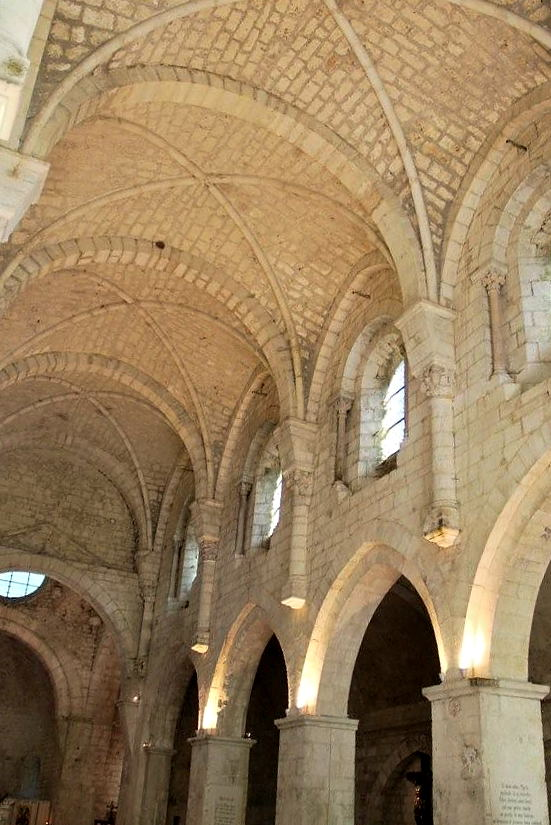
Vue de la voute de la nef.
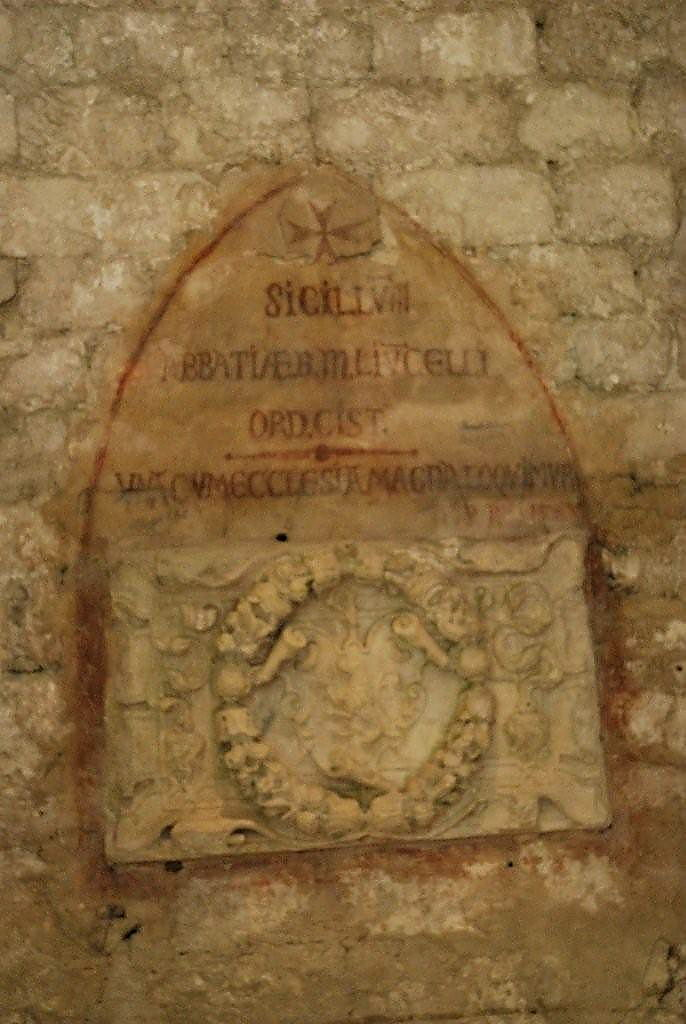
Pierre tombale dans l'abbaye.

## Filiation et dépendances
L'abbaye est fille de Bonnevaux.

## Liste des abbés
- Abbé Burnon de Voiron (1137)
- Abbé Falcon (1142)
- Abbé Hugues de Châteauneuf (1161 - 1166)
- Abbé Ponce (1173 - 1178)
- Abbé Pierre (1209 - 1223)
- Abbé Étienne (1215)
- Abbé Bernard (1223 - 1226)
- Abbé Pierre (1233 - 1239)
- Abbé Arnaud (1240 - 1245)
- Abbé Ponce (1245 - 1249)
- Abbé Guillaume Fontanilis (1251 - 1255)
- Abbé André (1257 - 1264)
- Abbé Dulcius (1264 - 1267)
- Abbé Pierre (1268)
- Abbé Aymard (1270)
- Abbé Girard (1274 - 1275)
- Abbé Giraud de Vassieux (1279 - 1296)
- Abbé Jacques (1296 - 1309)
- Abbé Hugues de Crémieu (1309 - 1316)
- Abbé Humbert de Chevrières (1316 - 1322)
- Abbé Pierre de Flandènes (1325 - 1353)
- Abbé Humbert de Chastagnières (1353 - 1354)
- Abbé Jean Vigier (1357 - 1359)
- Abbé Hugues de Crumen (1362)
- Abbé Pierre Baudoyn (1364 - 1397)
- Abbé Jacques de Revel (1399 - 1424)
- Abbé Antoine de Nerpond (1424 - 1448)
- Abbé Jacques Barachin (1448 - 1460)
- Abbé Jean Béranger (146? - 1502)
- Abbé Antoine Béranger (1502 - 1527)
- Abbé Guillaume Rambert (1529 - 1560)
- Abbé Alexandre Faure (1561 - 1604)
- Abbé Pierre Frère (1604 - 1651)
- Abbé Marc Girard de Riverie (1651 - 1681)
- Abbé commendataire Hugues-Humbert de Servien (1681 - 1723)
- Abbé commendataire Charles de Beaupoil de Saint-Aulaire (1723 -1729)[4]
- Abbé commendataire Alexandre Milon (1729 - 1771)
- Abbé commendataire Samuel de Gripière de Moncroc (1771 - 1790)[5]

### Sources et bibliographie
- Ulysse Chevalier, Cartulaire de l'abbaye Notre-Dame de Léoncel au diocèse de Die, ordre de Cîteaux, Impr. et lith. Bourron, 1869, 320 p. (lire en ligne).
- Thérèse Sclafert, Le Haut Dauphiné au Moyen Âge, Paris, Société anonyme du Recueil Sirey, 1926, XIX-765 pages [lir en ligne sir gallica].
- Michel Wullschleger, « Léoncel, abbaye de montagne », Dossiers d'archéologie, no 234,‎ juin 1998, p. 74-75
- F. Flavigny, « La construction de l'église abbatiale de Léoncel », Cahiers de Léoncel, no 5,‎ 1988, p. 42-49
- J. Tardieu, « L'église abbatiale de Léoncel, l'archéologie monumentale, pour une nouvelle lectures des élévations », Cahiers de Léoncel, vol. 10,‎ 1993, p. 76-89
- André Lange, "Dom Gauthey : faits et mythologies sur le "moine français inventeur du téléphone", Site Histoire de la télévision.